# Deserto do Thar

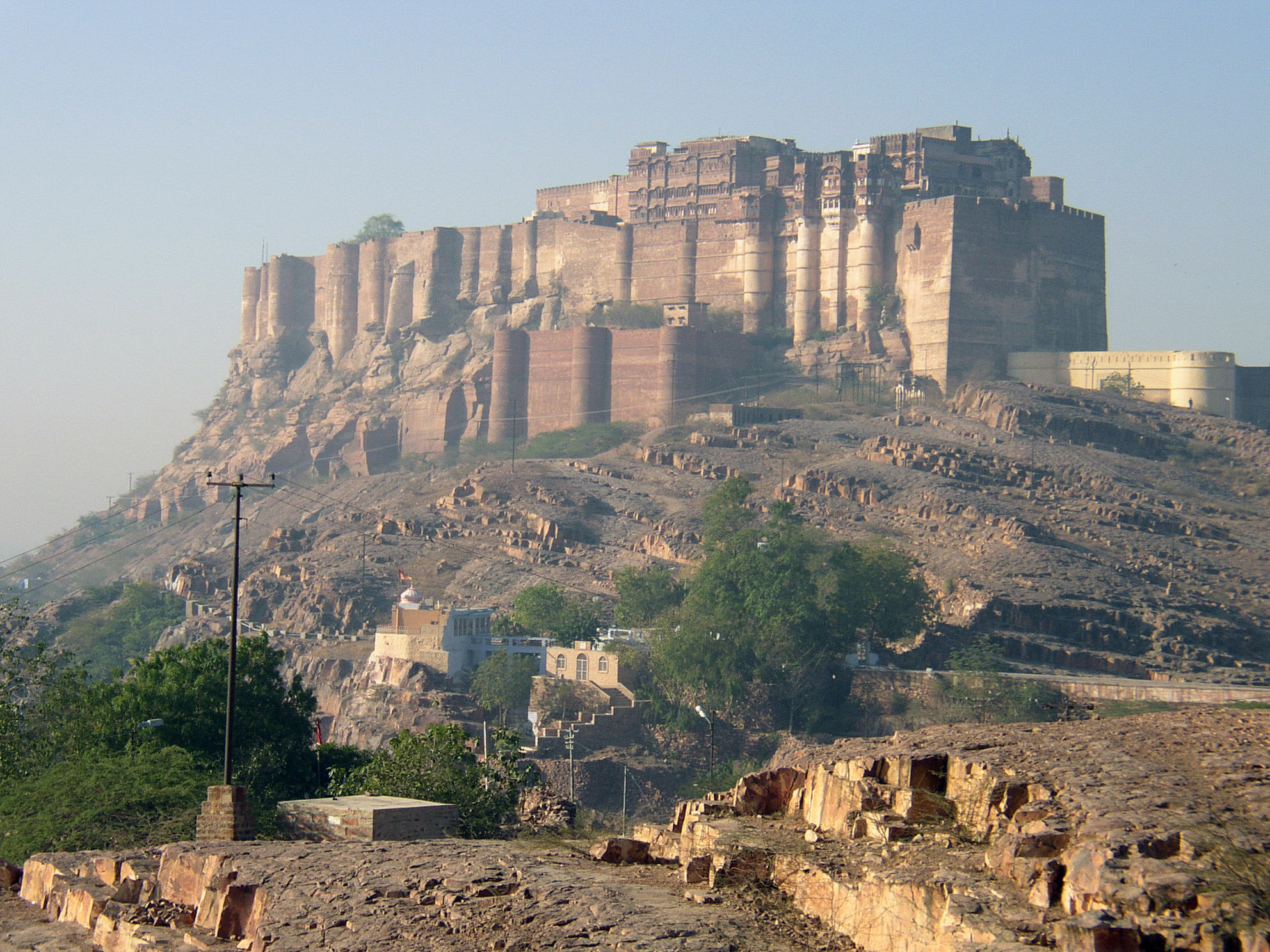
O Forte Mehrangarh em Jodhpur, na Índia.

O deserto do Thar ou Grande Deserto Indiano é uma extensa região de deserto arenoso situada na região noroeste da Índia e região oriental do Paquistão. Cerca de 85% do Deserto de Thar está localizado dentro da Índia, com os 15% restantes no Paquistão. Limita-se ao noroeste com o rio Sutlej, ao leste com a cordilheira Aravalli, ao sul com o pântano de água salgada conhecido como Rann do Kachchh — ou em fonética inglesa, "Kutch" — e ao oeste, com a planície do rio Sind (ou Indo). Situado na sua maioria no estado de Rajastão, na Índia, o deserto de Thar estende-se por uma área de 805 km de comprimento por 485 km de largura, aproximadamente.
O terreno é formado por colinas de areia onduladas, entre as quais emerge uma vegetação dispersa, acompanhada por elevações rochosas. A altitude oscila entre 457 metros nos cumes mais baixos das Aravallis e 61 metros nas proximidades de Rann de Kachch. A média de precipitações, quase todas em forma de temporais, oscila entre os 127 e os 254 mm ao ano durante a estação de monções. As temperaturas ascendem até os 52,8 °C em julho. Desde a segunda metade do século XX, áreas do norte e do oeste do deserto têm sido recuperadas para o uso agrícola, especialmente graças ao canal artificial de irrigação chamado Indira Gandhi. A principal atividade de sua escassa população é o pastoreio; são importantes as indústrias do couro e a lã. Em 1974, a Índia detonou sua primeira bomba atômica na zona mais despovoada do Thar.
Neste deserto se encontram algumas das últimas populações de leão-asiático em estado selvagem.
Ao noroeste, a faixa de deserto é contínua, integrando-se ao território do Paquistão pelo deserto de Cholistão.

## Geoglifos
As linhas geométricas bem definidas do deserto de Thar são consideradas as maiores representações gráficas feitas por humanos no mundo. Foram identificados 8 sítios geoglifos que cobrem uma área de 100.000 metros quadrados, superando assim todos os recordes anteriores.
As duas figuras que mais se destacam, intituladas Boha 1 e Boha 2, respetivamente, representam "uma espiral gigante adjacente a um desenho em forma de serpente atípica" conectada "a um aglomerado de linhas sinuosas".
As linhas dos geoglifos do deserto de Thar estão gravadas no solo, com 10 centímetros de profundidade e variam entre 20 e 50 centímetros de largura.

## Século XXI
O estudo analisou dados de satélite de 2001 a 2023 e concluiu que deserto se tornou, em média, 38% mais verde durante este período, com mais vegetação visível nas imagens de satélite.
No início do século, mais pessoas passaram a viver no deserto e a alterar a paisagem, tornando-a mais agrícola e urbana, o que é parte da razão pela qual o deserto se tornou mais verde. Outra razão são as alterações climáticas, que provocaram o aumento da precipitação das monções na região.
Em 2025, é o deserto mais povoado do mundo, com mais de 16 milhões de habitantes.